# L'Île des réprouvés
Pour plus de détails, voir Fiche technique et Distribution.
L'Île des réprouvés (The Siege of Pinchgut) est un  film britannique de Harry Watt sorti en 1959.

## Synopsis
Un groupe de quatre prisonniers prend le contrôle de l'île de Pinchgut, située dans le port de Sydney, en Australie. Des canons d'artillerie en état de marche se trouvant sur cette île, les prisonniers décident de s'en servir comme moyen de pression face aux forces de l'ordre venues les assiéger.

## Fiche technique
- Photographie : Gordon Dines
- Montage : Gordon Stone
- Musique : Kenneth V. Jones
- Production : Michael Balcon
- Langue : anglais

## Distribution
- Aldo Ray : Matt Kirk
- Heather Sears : Ann Fulton
- Neil McCallum : Johnny Kirk
- Victor Maddern : Bert
- Carlo Giustini : Luke
- Alan Tilvern : le Superintendant
- Barbara Mullen : Mme Fulton
- Gerry Duggan (en) : Pat Fulton
- Kenneth J. Warren : le commissaire de police
- Grant Taylor : Macey
- Deryck Barnes : sergent Drake
- Richard Vernon : le sous-secrétaire
- Ewan MacDuff : le capitaine de marine
- Martin Boddey : le brigadier
- Max Robertson : le motard de la police
- John Pusey : le petit garçon
- Fred Abbott : un officier de police
- Jock Levy : un policier
- George Woodbridge : le rédacteur en chef